# Георгіос Стефанопулос
Георгіос Стефанопулос (грец. Γιώργος Στεφανόπουλος; 31 березня 1962, Перістері) — грецький боксер і кікбоксер, учасник Олімпійських ігор, призер чемпіонатів Європи з боксу. Найкращий боксер в історії Греції. Чемпіон Європи з кікбоксингу за версією WAKO (1986).

## Аматорська кар'єра
Боксом Стефанопулос вирішив зайнятися в 16 років, а вже через рік став чемпіоном Греції і завойовував звання чемпіона своєї країни 14 років підряд.
- На Олімпійських іграх 1984 в першому бою переміг Дугласа Янга (Велика Британія), а в чвертьфіналі програв Арнольду Вандерліде (Нідерланди).
- На чемпіонаті Європи 1987 програв в першому бою Хосе Ортега (Іспанія).
- На чемпіонаті Європи 1991 переміг Мехмета Гургена (Туреччина) і Петера Харта (Угорщина), а в фіналі програв Арнольду Вандерліде (Нідерланди) — 12-23.
- На Олімпійських іграх 1992 програв в першому бою Войтеху Рюкшлоссу (Чехія).
- На чемпіонаті Європи 1993 переміг Сергія Захарова (Росія) і Стефана Аллоане (Франція), а в півфіналі програв Георгію Канделакі (Грузія) — 4-7.